# Triatló als Jocs Olímpics d'estiu de 2008

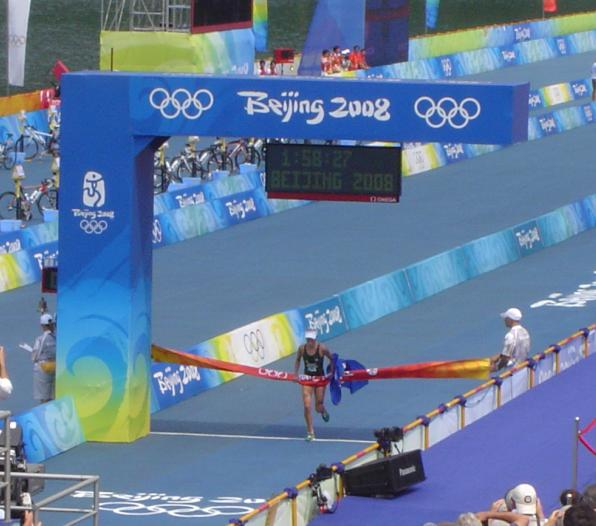
Emma Snowsill, guanyadora de la modalitat femenina en els Jocs Olímpics.

La competició de Triatló als Jocs Olímpics d'estiu de 2008 es va disputar el 18 i 19 d'agost al Ming Tomb Reservoir.

## Format de la competitió
La competició de triatló consisteix en una cursa, els competidors neden una distància de 1.500 metres, van en bicicleta durant 40 quilòmetres, i una cursa a peu de 10 quilòmetres fins a l'arribada.

## Calendari de Classificació
| Prova                                        | Data               | Seu            | Homes | Dones |
| -------------------------------------------- | ------------------ | -------------- | --- | --- |
| Classificació Olímpica Continental d'Amèrica | 14 de juliol, 2007 | Rio de Janeiro | Andy Potts | Julie Ertel |
| Classificació Olímpica Continental d'Àfrica  | 8 de març, 2008    | Hammamet       | Hendrik De Villiers | Mari Rabie |
| Classificació Olímpica Continental d'Oceania | 9 de març, 2008    | Wellington     | Shane Reed | Emma Moffatt |
| Classificació Olímpica Continental d'Àsia    | 3 de maig, 2008    | Guanzhou       | Ryosuke Yamamoto | Ai Ueda |
| Classificació Olímpica Continental d'Europa  | 10 de maig, 2008   | Lisboa         | Frederic Belaubre | Vanessa Fernandes |
| Campionat del Món de Triatló 2008            | 8 de juny, 2008    | Vancouver      | Javier Gómez Noya Bevan Docherty Reto Hug | Helen Tucker Sarah Haskins Samantha Warriner |
| ITU Rankings de Classificació Olímpica       | 15 de juny, 2008   | ---            | Brad Kahlefeldt · Simon Whitfield · Kris Gemmell · Tim Don · Volodymyr Polikarpenko · Maik Petzold · Jan Frodeno · Sven Riederer · William Clarke · Daniel Unger · Stuart Hayes · Tony Moulai · Paul Tichelaar · Ivan Raña · Igor Sysoev · Alexander Brukhankov · Cedric Fleureton · Filip Ospaly · Jarrod Shoemaker · Bruno Pais · Matthew Reed · Hirokatsu Tayama · Olivier Marceu · Dmitri Polyansky · Courtney Atkinson · Brent McMahon · Dmitriy Gaag · Marek Jaskolka · Rasmus Henning · Daniel Fontana · Reinaldo Colucci · Danyl Sapunov · Peter Croes · Franz Hofer · Duarte Marques · Axel Zeebbroek · Sander Berk · Simon Agoston · Marko Albert · Dirk Bockel · Emilio D'Aquino | Emma Snowsill · Debbie Tanner · Laura Bennett · Anja Dittmer · Joelle Franzman · Andrea Whitcombe · Andrea Hewitt · Nicola Spirig · Lauren Groves · Elizabeth May · Jessica Harrison · Magali Di Marco Messmer · Ricarda Lisk · Erin Densham · Carole Peon · Eva Dollinger · Kiyomi Niwata · Juri Ide · Nadia Cortassa · Lisa Norden · Daniela Ryf · Kathy Tremblay · Kirsten Sweetland · Vendula Frintova · Ainhoa Murua · Irina Abyssova · Kate Roberts · Mariana Ohata · Tania Haiboeck · Lenka Zemanova · Ana Burgos · Kate Allen · Ewa Dederko · Emma Davis · Xing Lin · Lisa Mensik · Wang Hongni · Maria Czesnik · Yuliya Spunova · Olga Zaousailova · Charlotte Bonin · Zita Szabo · Birgitta Berk |
| ITU Ranking Continental                      | 15 de juliol, 2008 | ---            | Christopher Felgate Eligio Cervantes Daniel Lee Chi Wo Pavel Simko | Barbara Rivero Diaz · Tania Mak So Ning · Deniz Dimaki |
| País Amfitrió                                | ---                | ---            | Zhang Yiming | |
| Comissió Tripartit                           | 31 de gener, 2008  | ---            | Omar Tayara | Flora Duffy |
| Total                                        | -                  | -              | 55 | 55 |

## Medallistes

### Homes
| Event   | Or                     | Plata                    | Bronze                        |
| Triatló | Jan Frodeno · Alemanya | Simon Whitfield · Canadà | Bevan Docherty · Nova Zelanda |

### Dones
| Event   | Or                        | Plata                        | Bronze                   |
| Triatló | Emma Snowsill · Austràlia | Vanessa Fernandes · Portugal | Emma Moffatt · Austràlia |

## Medaller
| Pos.  | País         | Or | Plata | Bronze | Total |
| 1     | Austràlia    | 1  | 0     | 1      | 2     |
| 2     | Alemanya     | 1  | 0     | 0      | 1     |
| 3     | Canadà       | 0  | 1     | 0      | 1     |
| 3     | Portugal     | 0  | 1     | 0      | 1     |
| 5     | Nova Zelanda | 0  | 0     | 1      | 1     |
| Total | Total        | 2  | 2     | 2      | 6     |